# Love and Politics
Love and Politics è un cortometraggio muto del 1914 diretto da Allen Curtis e interpretato da Howard Hickman, Laura Oakley, Max Asher e Louise Fazenda. Prodotto e distribuito dall'Universal Film Manufacturing Company, uscì in sala il 4 febbraio 1914.
La storia è firmata da Hampton Del Ruth, qui al suo secondo film come sceneggiatore.

## Produzione
Il film fu prodotto dalla Universal Film Manufacturing Company (con il nome Joker).

## Distribuzione
Distribuito dalla Universal Film Manufacturing Company, il film - un cortometraggio in una bobina - uscì nelle sale cinematografiche statunitensi il 4 febbraio 1914.